# الإسلام في جامايكا

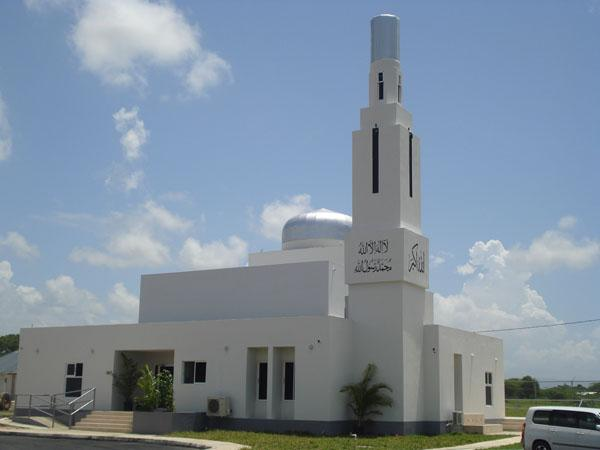
مسجد الأحمدية {مسجد المهدي}، الميناء القديم جامايكا

جامايكا بلد ذات أغلبية مسيحية والإسلام هو دين أقلية. بسبب الطبيعة العلمانية لدستور جامايكا يتمتع المسلمون بحرية الدعوة وبناء المساجد في البلاد.
وصل المسلمون الأوائل إلى جامايكا كعبيد. كان الإسلام أحد الأديان الرئيسية للأفارقة الذين جلبوا إلى منطقة البحر الكاريبي وأمريكا. يبلغ عدد المسلمين اليوم حوالي 1513.

## قدوم المسلمين
تختلف وتتنوَّع الروايات حول دخول الإسلام إلى جزيرة جامايكا، فأغلبها يؤكد أسبقية وصول المسلمين لدول الأمريكتين والكاريبي عامة، وجزيرة جامايكا خاصة، قبل أن يصلها المستكشفون الأوروبيون.

### دلائل
إن الدلائل على وجود مسلمين في جامايكا متعددة؛ حيث تتمثل في المنحوتات والكتابات المحفورة في تضاريسها الممتدة، كما تم العثور على عملات معدنية في المنطقة الجنوبية من الكاريبي، ومنها كمية كبيرة من العملات الرومانية ترجع إلى عهد أغسطس، من بينها قطعتان عربيتان، ولا ننسى أن العملات الرومانية ظلَّت مستخدمة في القرون الوسطى.
وكل ذلك؛ يدل على أن سفينة كان يستقلها مسلمون قُدِّمَت من إسبانيا أو شمال أفريقيا، وقد عبرت الأطلسي خلال العام 800م.
وتُعَد هذه العملات بمنزلة دليل قوي على رجاحة ما يكتبه المؤرخون والجغرافيون المسلمون بشأن رحلات بحارة ومغامرين مسلمين عبر الأطلسي، كالشريف الإدريسي -أكبر جغرافيي الأندلس القديمة في كتابه «جغرافيا الإدريسي».
جاء المسلون الأوائل إلى جامايكا كعبيدٍ أفارقة على متن السفن بعد أن تَمّ بيعهم إلى التجار، ومع مرور الوقت فقد الكثير منهم هويتهم الإسلامية لإرغامهم على عدم القيام بالممارسات الدينية في مجموعات. ولكن المؤمنين الأفارقة حاولوا باستمرار الحفاظ على الشعائر الإسلامية سرًّا.
إذن وصل المسلمون لأمريكا قبل كولومبوس بمئات الأعوام، وجامايكا على وجه الخصوص. هذا وقد أبرز «باري فيل»، عالِم الآثار النيوزيلندي في جامعة هارفرد، في كتابه «قصة أمريكا»؛ أن المسلمين كانوا سريعي التأثير على أهل تلك المنطقة من العالم؛ فكثير من الكلمات -على سبيل المثال- في لغة السكان أصلها عربي، كما وُجدت نقوش إسلامية على الصخور في أماكن متعددة عَثر عليها «باري فيل».
وكولومبوس ذاته يذكر في سجلاته أن سكان الكاريبي كانوا «محمديين»، حيث كان يعلَم بوجود مسلمين في العالم الجديد، وأن مسلمي الشاطئ الشرقي لإفريقيا هم من استقر في الكاريبي وأمريكا الوسطى والجنوبية.
واعترف كولومبوس كذلك في مذكراته الشخصية بأنه بينما كانت سفينته تُبحِر بالقرب من جيبارا على الساحل الشمالي الشرقي لكوبا، يوم 21 أكتوبر عام 1492م، رأى مسجدًا، كما عُثِر على بقايا مساجد أخرى في كوبا والمكسيك وتكساس ونيفادا.
وفي الرحلة الثانية لكولومبوس أخبره هنود هايتي أن أشخاصًا سودًا قد وصلوا الجزيرة قبله، حيث قدَّموا لكولومبوس كدليل على ذلك رماح هؤلاء الزوار.
جملة القول أن أول مسلمين في جامايكا هم إما من العبيد الذين استقدموا إلى جامايكا على متن السفن للعمل هناك، وبمرور الوقت معظمهم فقد هويته الإسلامية بسبب اختلاطه القسري بمجموعات عرقية أخرى؛ أو من مهاجرين من باكستان كعمال وتجار، ومن بينهم محمد خان الذي أتى إلى جامايكا في العام 1915م.
وقام ببناء مسجد الرحمن هناك، ومحمد جولوب الذي هاجر مع والده في سن السابعة وأسهم في تشييد مسجد الحسين في ويستن مورلاند. وقد قام المسلمون بوضع الأساس للمساجد الثمانية الأخرى التي أنشئت في جامايكا منذ 1960.
وهكذا بدأت الأحوال العامة للمسلمين بالاستقرار، وأخذت الهجرة تتزايد وتتضاعف وتتحوَّل من هجرة عابرة إلى جالية مستقرة تبحث عن تحقيق وجودها الديني والحضاري.
ويذكر أن 16 بالمائة من 37,000 من الهنود المهاجرين إلى جامايكا للعمل من 1845-1917 كانوا مسلمين. وبالرغم من قلة عددهم والبيئة المعاكسة، فقد استطاعوا تأسيس العديد من المؤسسات الدينية، وهذا ما خلق حياةً جديدةً للإسلام في جامايكا. وتَمّ بناء العديد من المساجد ومنها «مسجد الرحمن» ومسجد الحسين.

## حياة المسلمين
معظمهم من مسلمي شبه القارة الهندية الباكستانية، ويعمل أغلبهم في الزراعة والتجارة المتنقلة، ويعيشون في مستوى اقتصادي منخفض نتيجة دخولهم الضعيفة، وتنتشر الأقلية المسلمة في النطاق المدني في كينغستون العاصمة وفي سبانيش تون، وفي بعض المناطق الزراعية المحيطة بالمدينتين.
وفي السبعينيات من القرن الهجري الماضي كانت الأقلية المسلمة في جامايكا تعيش دون تنظيم وأهملت شؤون دينها، فزارها وفد من الطلبة والأساتذة المسلمين من ترينداد، وكان من بينهم الدكتور جمشيد آدم أحد أطباء ترينداد، ونظم هذا الوفد أوضاع الأقلية المسلمة في جامايكا، وتكونت جمعية مسلمي جامايكا برئاسة محمد خان، وخلفه ابنه في رئاسة الجمعية، ونشطت جمعية مسلمي جامايكا في تنظيم شؤون الأقلية المسلمة بها واسترجعت بعضا ممن حاد عن الإسلام إلى كيان الأقلية المسلمة، ثم ظهرت جمعية المجتمع الإسلامي في جامايكا في سنة 1398هـ – 1979م ثم توقفت بعد ظهور المجلس الإسلامي في جامايكا.

### المدارس
هناك سياسة الكيل بمكيالين التي تنتهج مع المسلمين أينما كانوا والتي تتمثل هنا في أن المدارس الدينية التي لا تخضع لأية قيود خاصة، كما أنها لا تتلقى معاملة خاصة من الحكومة. معظم المدارس الدينية تابعة للكنيسة الكاثوليكية أو الطوائف البروتستانتية، وهناك أيضا مدارس يهودية، بينما لا توجد أصلًا لا مدارس ولا جامعات خاصة بالمسلمين، جماعات التنصير الخارجية لا تخضع لأية قيود أخرى من ضوابط الهجرة نفسها التي تحكم غيرها من الزوار الأجانب بما فيهم المسلمين.
وتبرز كذلك مشكلة الجهل كأبرز ما يعاني منه المسلمون في المهجر، حيث تشيع نسبا هائلة من الجهل بين أوساط الجاليات المسلمة المهاجرة وأبنائهم، وهي الظاهرة الأخطر التي تنعكس بآثار أليمة على مستوى الفرد والجماعة، فالعديد مـن هـؤلاء الأولاد لا يكملون تعليمهم الجامعي حيث لا وجود للجامعات الإسلامية، ومعظمهم يهجر مقاعد الدراسة في سن مبكرة، ولم يحظ الكثير من الآباء والأمهات بالقدر الكافي من التعليم؛ ولذلك لا يدركون أهمية التعليم في حياة الفرد، وعلى الرغم من أنّ الجامعات والمعاهد في الغرب مفتوحة للعرب والمسلمين وكل مقيم بطريقة شرعيّة؛ فإن الأولاد المسلمين لا يقدّرون أهمية الاستمرار في التعليم والحصول على شهادات عالية، وللأسف؛ فإن الكثير من الآباء المسلمين يرون أنّه ما دامت الدولة تعطي مساعدة اجتماعية للعائلة وكل أفرادها؛ فلا ضير أن يبقى الشاب عاطلًا عوض أن يكون فعّالًا في المجتمع الجديد، حيث يعيش من 70% إلى 90% من العرب والمسلمين على المؤسسة الاجتماعية.

### اعتراف السلطات
يتزايد اعتراف السلطات الرسمية في جامايكا بالإسلام شيئًا فشيئًا فيمكن للمسلمين إقامة حفل زفاف خاص بهم. وتعرف ساحة دوفيكاتو التذكارية بأنّها تضمّ مقابر موتى المسلمين.
«أضمنُ لكم أن 90 بالمائة من حَجْم الجريمة التي نُعانِي منها جميعًا الآن سوف تَخْتِفي إذا ما أصبحت جامايكا دولةً إسلامية»... طموحٌ عبَّر عنه رئيس منظمة المجلس الإسلامي في جامايكا، مصطفي محمد، لدرجة أنه قال لبعض رجال الشرطة يومًا: «إذا أصبحت جامايكا دولةً إسلاميةً فلن نكون في حاجة إلى الكثير منكم».

### الأطعمة الحلال
ودائمًا ما يتحرّى المسلمون أنّ ما يأكلونه من لحوم الحيوانات قد ذُبِحت بشكل يوافق الشريعة الإسلامية «حلال» وهذا ما تقدمه منظمة المجلس الإسلامي في جامايكا من توفير قصابين يذبحون وفق الشريعة الإسلامية، كما تشرح الدين الإسلامي للطلاب وكما تستقبل رحلات المدارس إلى مقرها بالعاصمة«كينغستون»، ويقوم أعضاء المجلس أيضًا بالتوجه إلى أماكن تجمع الناس مثل الحديقة وتوزيع كتيبات لشرح الإسلام ودعوتهم إلى الدين الإسلامي.

### الناحية الاقتصادية
في السابق اشتهر المسلمون بالتجارة وقد برز كثير من التجار في فترات سابقة وقد كان المهاجرون الأوائل أكثر جدية وحرصا من أبنائهم ومن أتى بعدهم، وفي السنوات الأخيرة عانت كثير من دول أمريكا اللاتينية والكاريبي من أزمات اقتصادية خانقة أدت إلى تدني دخل الفرد في كثير من هذه الدول وبالطبع تأثر المسلمون بهذه المشاكل كما تأثر غيرهم مما جعلهم لا يفكرون إلا في المادة فقط وأهملوا معالجة قضاياهم الدينية.فعاقهم الوضع الاقتصادي عن التواصل مع الدول الإسلامية والمؤسسات الخيرية لكسب أكبر قدر من البرامج الدعوية التي تعود عليهم بالنفع والفائدة.

## مناطق الأقليات المسلمة
تنتشر الأقلية المسلمة في جامايكا في:
- المدينة الأسبانية.
- كينغستون.
- الباني.
- يورث ماريا.
- وستمور لاند.
- سانت كترينا.

وللأقلية المسلمة مسجدان في المدينة الأسبانية (اسبنش تون) ومسجد في كينغستون، ومسجد في يورت ماريا، ومسجد في الباني، ومسجد وستمور لاند، ويبلغ عدد المسلمين حوالي 5,000 نسمة كما مر في آخر إحصاء قديم، ولقد نشط المجلس الإسلامي في جامايكا في الآونة الأخيرة فعقد ندوة حول التعليم الديني، في 1990، دعى إليها عدد كبير من المعلمين في الجزيرة، وكان الهدف تحسين مستوى المعلمين عن الإسلام، وحاضر في هذه الندوة عدد من الأساتذة بالإضافة إلى رئيس المجلس الإسلامي في جامايكا.

## الهيئات الإسلامية
كان أول تنظيم إسلامي هو الجمعية الإسلامية في جامايكا (جمعية المجتمع الإسلامي في جامايكا)، كان يرأسها الشيخ عبد الصمد، وهو مؤسسها في سنة 1978م، وتوقفت هذه الجمعية بعد تكوين المجلس الإسلامي في جامايكا سنة 1401هـ – 1981م، وتتكون قيادة المجلس من مجموعة من الشباب وأسس المجلس الإسلامي في جامايكا الشيخ عبد الله حكيم مبعوث دار الإفتاء بالمملكة العربية السعودية إلى جامايكا.
وهناك عدد من الجمعيات والمنظمات الإسلامية أهمها:
- المجلس الإسلامي في جامايكا بكينغستون.
- مركز التعليم والدعوة الإسلامية في مونتيغو باي.
- مركز الدعوة والتربية الإسلامية بكينغستون.
- المركز الإسلامي في سانت ماري.
- المؤتمر الوطني العراقي وهي مبادرة من المسلمين في أميركا تكرس جهودها لتعزيز الوعي الإسلامي وتسهيل الرفاه الاجتماعي والاقتصادي للمسلمين وغيرهم في جامايكا. وهو منظمة غير ربحية ومستقلة وغير حزبية وغير طائفية.

### الجامعة القرآنية الأكاديمية
التي توفر الدراسات الإسلامية والتعليم الأكاديمي لجميع الطلاب. والنظام المدرسي يشارك طلابها في بيئة تعليمية لإعدادهم لمواجهة التحديات الإسلامية والاجتماعية والتكنولوجية في عالم سريع التغير.وكذلك تطور في طلابها المهارات والمواقف التي تمكنهم من مواجهة الحياة، لكي يصبحوا مسؤولين، وأفراد فاعلين في المجتمع المسلم.
ولتحقيق هذه المهمة توفر الجامعة القرآنية الأكاديمية هذه الخدمات" تحفيظ القرآن الكريم، تعليم الآداب الإسلامية والدراسات الأكاديمية، كما أنها تعمل على تشجيع التعاون بين الآباء والأمهات والسكان، والمجتمع الإسلامي.
وبالرغم من الجمعيات والمساجد والمنظمات الإسلامية التي تخدم المسلمين في جاميكا أن أحوال الأقلية المسلمة في جاميكا تعاني ما تعانيه الجالية المسلمة خارج الوطن الإسلامي، حيث تتعرض لشتى صنوف التحديات بدءًا من تضارب الفتاوى فيما يحل ويحرم، ومرورًا بضيق ذات اليد المعوق لإقامة المشاريع العلمية والاجتماعية، وانتهاءً بمضايقات مجتمع الأغلبية للمسلمين والمسلمات بسبب طعامهم وشرابهم ولباسهم وشعائرهم وعاداتهم وغير ذلك.

## المساجد
في جامايكا العديد من المساجد أهمها:
- مسجد الحق في ماندفيل
- مسجد التقوى ب نيويل
- مسجد البصير في مونتيغو باي
- مسجد الإحسان ب نيغريل
- مسجد الحكمة في أوكتوريوس

## صعوبات وتحديات
تتخلص أهم وإبراز الصعوبات والتحديات التي تواجه المسلمين والعمل الإسلامي في جاميكا فيما يلي:
- الافتقار للدراية الكافية بالدين والثقافة الإسلامية.
- التقصير في ممارسة التعاليم الإسلامية من قِبل البعض.

ويرجع ذلك إلى عدم فهم المسلمين أنفسهم للإسلام ومحاولتهم أحيانًا أن يبدو مثل سكان المجتمعات التي يعيشون بها لينتهي بهم الحال بتقليد عاداتهم وفقد الاهتمام بديانتهم وبالحصول على حقوقهم.
- عدم الاهتمام بتعليم اللغة العربية.
- الافتقار لموارد اقتصادية.
- الافتقار لمرشدين دينيين يعلمون اللغة الإسبانية وعادات الدول التي ينشرون الدعوة بها.
- عدم توفر مساعدة للأطفال والشباب.
- عدم توفر مؤسسات دراسية إسلامية وعربية للمستوى الثانوي.
- عدم توفر مادة إسلامية باللغة الأصلية.
- الافتقار لوجود تنسيق بين أنشطة الهيئات الإسلامية.
- وهناك كثير من المسلمين قد تنصر أولادهم بسبب أن الأب نصراني أو الأم نصرانية. فلو كان المسلمون يهتمون بالروابط الإسلامية ويتزوجون من بعض لما حصلت هذه المشكلة.

### عدم التواصل بين المسلمين
عدم التواصل بين المسلمين على كل المستويات الفردية والأسرية وبين الهيئات والمنظمات مما يؤدي لضعفهم، ومن أبرز صور هذا الضعف زواج الكثير من المسلمين بغير المسلمات والعكس زواج المسلمات بغير المسلمين مما ينتج عنه ضياع هوية الأبناء.

### البعد الجغرافي
إن البعد الجغرافي يعتبر من أكبر العوائق في طريق العمل الدعوي وذلك لأنه يترتب عليه غلاء تذاكر السفر وغلاء الشحن وغيرها مما يضعف التواصل بين الجهتين ويجعل الكثير من الجمعيات الخيرية لا ترسل للمسلمين كل ما يحتاجون إليه.

### عنصر اللغة
فاللغة هنا تمثل عائقا كبيرا في مسيرة الدعوة وذلك لأسباب منها: أن كثيرًا من المهاجرين العرب قد فقدوا لغتهم العربية فلا نجد إلا نسبة قليلة جدًا من أبناء المهاجرين العرب الذي مازلوا يحافظون على لغتهم الأم.

## متطلبات
للإسهام في علاج الكثير من المشاكل والعوائق التي تواجه الأقلية الإسلامية في جامايكا:
- ابتعاث الطلاب المسلمين إلى الدول العربية وتسهيل المنح الدراسية لهم لكي يتعلموا العلوم الشرعية والعربية، ويكونوا مصدر تأثير على مجتمعهم الذي يعشون فيه.
- التواصل ما بين الدول العربية الإسلامية مع الجالية المسلمة عن طرق المؤتمرات والمعارض الدولية، وغيرها من صور التبادل الثقافي ما يعزز الانتماء لدى الجالية المسلمة للدين واللغة.
- التركيز على ترجمة الكتب الإسلامية والأدبية فهذا مما يربطهم ويقوي صلتهم بالثقافة الإسلامية حتى ولو لم يتكلموا باللغة العربية.
- أن تهيأ معاهد في الدول الإسلامية لتدريب الدعاة وتعريفهم بأحوال الأقلية المسلمة هناك حيث يكون لدى الداعية معرفة تامة بأحوال الجالية مما يكون له أبلغ الأثر في التأثير عليهم وربطهم بدينهم ولغتهم.